# Кремниевая долина (телесериал)
«Кремниевая долина» (англ. Silicon Valley) — американский ситком, созданный Дэйвом Крински, Джоном Альтшулером и Майком Джаджем о бизнесе в Кремниевой долине. Премьера телесериала состоялась 6 апреля 2014 года на телеканале HBO. Первый сезон состоит из восьми эпизодов. 21 апреля 2014 HBO продлил сериал ещё на один сезон, премьера которого состоялась 12 апреля 2015 года. 24 апреля 2016 года вышел третий сезон, при этом уже 22 апреля 2016 года был анонсирован четвёртый сезон, который стартовал 23 апреля 2017. 12 апреля 2018 года HBO анонсировал продление сериала на шестой сезон. В ноябре 2018 года было объявлено, что шестой сезон сериала будет отложен, а его производство начнется летом 2019 года с предполагаемой датой премьеры в 2020 году. Премьера шестого сезона состоялась 27 октября 2019 года, а сериал завершился 8 декабря 2019 года.

## Сюжет
Предприниматель Эрлих Бахман в своё время заработал на приложении «Aviato». Он открывает в своём доме инкубатор для стартапов, собирая IT специалистов с интересными идеями. Так в его доме появляются программист Ричард Хендрикс, пакистанец Динеш Чугтай, канадец Бертрам Гилфойл и Нельсон «Башка» Бигетти.
Работая в интернет-корпорации Hooli, Ричард параллельно разработал и начал продвигать медиаплеер «Крысолов» (Pied Piper). Приложением, которое по первоначальному замыслу помогало находить нарушение авторских прав, никто не интересовался. Однако выяснилось, что в его основе лежит революционный алгоритм сжатия данных, который Ричард позже назвал «Middle-Out» (Из центра наружу), который является совмещением популярных алгоритмов сжатия данных без потерь и по сей день, как справа налево, но существующей реализации алгоритма middle-out всё ещё нет. Ричард уходит из Hooli и принимает приглашение от венчурной компании Raviga, которая готова финансировать проект. Офисом будущей компании становится дом Эрлиха, который предлагает организовать стартап под названием «Крысолов».
Друзья Бахмана составляют ядро проекта и начинают его доработку до коммерческого состояния. В ходе презентации идей на форуме TechCrunch алгоритм показывает выдающуюся эффективность сжатия без потери качества видео, и к нему проявляют интерес несколько инвесторов. Особенное внимание к алгоритму проявляют компания Hooli и беспринципный миллиардер Расс Ханнеман. Эрлих и Ричард отказываются продать алгоритм компании Hooli и решают основать собственную площадку и продавать сервис облачного хранения данных. Компания постепенно расширяется, нанимает персонал и переживает все болезни роста молодого проекта. Бывшие коллеги Ричарда по Hooli также не тратят время даром и пытаются взломать его код и разобраться в том, как он работает.
«Крысолов» «взлетает» не сразу, но в итоге начинается массовое использование нового сервиса клиентами.

## Производство
Пилотный эпизод «Кремниевой долины» был продемонстрирован 12 марта 2013 в Пало-Альто, Калифорния. А 16 мая 2013 года телеканал HBO заказал производство сериала. 21 апреля 2014 года телеканал HBO продлил телесериал на второй сезон.
Кристофер Эван Уэлш, игравший миллиардера Питера Грегори, умер от рака в декабре 2013 года, успев сняться в пяти эпизодах первого сезона.
В следующем сезоне сериала сценарий был изменён и было рассказано о смерти миллиардера Питера Грегори, которого он играл.

## В ролях
- Томас Миддлдитч в роли Ричарда Хендрикса
- Т. Дж. Миллер в роли Эрлиха Бахмана (1-4 сезоны)
- Джош Бренер в роли Нельсона «Башка» Бигетти
- Мартин Старр в роли Бертрама Гилфойла
- Кумэйл Нанджиани в роли Динеша Чугтая
- Кристофер Эван Уэлш в роли Питера Грегори (1 сезон)
- Аманда Крю в роли Моники Холл
- Зак Вудс в роли Дональда «Джареда» Данна
- Мэтт Росс в роли Гевина Белсона (1 сезон — повторяющаяся роль; основной состав — 2 сезон-настоящее время)
- Сьюзан Крайер в роли Лори Брим (2 сезон-настоящее время)
- Джимми О. Ян в роли Джин-Яна (1 сезон — повторяющаяся роль; основной состав — 2 сезон-настоящее время)
- Стивен Тоболовски в роли Джека Баркера (3 сезон — повторяющаяся роль; основной состав — 4 сезон)
- Крис Диамантопулос в роли Расса Ханнемана (2-3 сезоны — повторяющая роль; основной состав — 4 сезон; приглашённая звезда — 5 сезон)

## Список эпизодов

### Сезон 1 (2014)
| № общий | № в сезоне | Название                                                     | Режиссёр   | Автор сценария                            | Дата премьеры  | Зрители США (млн) |
| ------- | ---------- | ------------------------------------------------------------ | ---------- | ----------------------------------------- | -------------- | ----------------- |
| 1       | 1          | «Минимально жизнеспособный продукт» «Minimum Viable Product» | Майк Джадж | Майк Джадж, Джон Альтшулер и Дэйв Крински | 6 апреля 2014  | 1,98              |
| 2       | 2          | «Список акционеров» «The Cap Table»                          | Майк Джадж | Карсон Мелл                               | 13 апреля 2014 | 1,69              |
| 3       | 3          | «Устав» «Articles of Incorporation»                          | Триша Брок | Маттео Боргезе и Роб Турбовски            | 20 апреля 2014 | 1,62              |
| 4       | 4          | «Фидуциарная обязанность» «Fiduciary Duties»                 | Мэгги Кэри | Рон Вайнер                                | 27 апреля 2014 | 1,55              |
| 5       | 5          | «Сигнализирование о риске» «Signaling Risk»                  | Алек Берг  | Джессика Гао                              | 4 мая 2014     | 1,82              |
| 6       | 6          | «Самостоятельное производство» «Third Party Insourcing»      | Алек Берг  | Дэн О'Киф                                 | 11 мая 2014    | 1,69              |
| 7       | 7          | «Доказательство концепции» «Proof of Concept»                | Майк Джадж | Клэй Тарвер                               | 18 мая 2014    | 1,68              |
| 8       | 8          | «Оптимальная эффективность» «Optimal Tip-to-Top Efficiency»  | Майк Джадж | Алек Берг                                 | 1 июня 2014    | 1,74              |

### Сезон 2 (2015)
| № общий | № в сезоне | Название                                        | Режиссёр   | Автор сценария | Дата премьеры  | Зрители США (млн) |
| ------- | ---------- | ----------------------------------------------- | ---------- | -------------- | -------------- | ----------------- |
| 9       | 1          | «Перестановка на Сэнд Хилл» «Sand Hill Shuffle» | Майк Джадж | Клэй Тарвер    | 12 апреля 2015 | 2,13              |
| 10      | 2          | «Провальная девальвация» «Runaway Devaluation»  | Майк Джадж | Рон Вайнер     | 19 апреля 2015 | 1,73              |
| 11      | 3          | «Фальшивые деньги» «Bad Money»                  | Алек Берг  | Алек Берг      | 26 апреля 2015 | 1,94              |
| 12      | 4          | «Леди» «The Lady»                               | Алек Берг  | Карсон Мелл    | 3 мая 2015     | 1,75              |
| 13      | 5          | «Место для сервера» «Server Space»              | Майк Джадж | Сони Ли        | 10 мая 2015    | 1,53              |
| 14      | 6          | «Убийство» «Homicide»                           | Майк Джадж | Кэрри Кемпер   | 17 мая 2015    | 1,54              |
| 15      | 7          | «Контент для взрослых» «Adult Content»          | Алек Берг  | Эми Аниоби     | 24 мая 2015    | 1,60              |
| 16      | 8          | «Герой и злодей» «White Hat/Black Hat»          | Алек Берг  | Дэниел Лайонс  | 31 мая 2015    | 1,78              |
| 17      | 9          | «Обязательный арбитраж» «Binding Arbitration»   | Майк Джадж | Дэн О'Киф      | 7 июня 2015    | 1,87              |
| 18      | 10         | «Два дня Кондора» «Two Days of the Condor»      | Алек Берг  | Алек Берг      | 14 июня 2015   | 2,11              |

### Сезон 3 (2016)
| № общий | № в сезоне | Название                                                                     | Режиссёр        | Автор сценария  | Дата премьеры  | Зрители США (млн) |
| ------- | ---------- | ---------------------------------------------------------------------------- | --------------- | --------------- | -------------- | ----------------- |
| 19      | 1          | «Дружелюбно к основателю» «Founder Friendly»                                 | Майк Джадж      | Дэн О'Киф       | 24 апреля 2016 | 1,86              |
| 20      | 2          | «Двое в коробке» «Two in the Box»                                            | Майк Джадж      | Рон Вайнер      | 1 мая 2016     | 1,72              |
| 21      | 3          | «Рюкзак Майнерцхагена» «Meinertzhagen's Haversack»                           | Чарли Макдауэлл | Адам Каунти     | 8 мая 2016     | 1,69              |
| 22      | 4          | «Системные решения хранения данных Малеэнт» «Maleant Data Systems Solutions» | Чарли Макдауэлл | Доник Кэри      | 15 мая 2016    | 1,89              |
| 23      | 5          | «Пустое кресло» «The Empty Chair»                                            | Эрик Эппел      | Меган Амрам     | 22 мая 2016    | 1,71              |
| 24      | 6          | «Бахманити» «Bachmanity Insanity»                                            | Эрик Эппел      | Карсон Мелл     | 29 мая 2016    | 1,62              |
| 25      | 7          | «Чтобы построить улучшенную бету» «To Build a Better Beta»                   | Джейми Бэббит   | Джон Левенстейн | 5 июня 2016    | 1,70              |
| 26      | 8          | «Перезагрузка Бахмана» «Bachman's Earning's Over-Ride»                       | Джейми Бэббит   | Кэрри Кемпер    | 12 июня 2016   | 1,64              |
| 27      | 9          | «Ежедневные активные пользователи» «Daily Active Users»                      | Алек Берг       | Клэй Тарвер     | 19 июня 2016   | 1,63              |
| 28      | 10         | «Скачок» «The Uptick»                                                        | Алек Берг       | Алек Берг       | 26 июня 2016   | 2,04              |

### Сезон 4 (2017)
| № общий | № в сезоне | Название                                                 | Режиссёр      | Автор сценария            | Дата премьеры  | Зрители США (млн) |
| ------- | ---------- | -------------------------------------------------------- | ------------- | ------------------------- | -------------- | ----------------- |
| 29      | 1          | «Успешный крах» «Success Failure»                        | Майк Джадж    | Алек Берг                 | 23 апреля 2017 | 0,867             |
| 30      | 2          | «Пользовательское соглашение» «Terms of Service»         | Майк Джадж    | Клэй Тарвер               | 30 апреля 2017 | 0,762             |
| 31      | 3          | «Интеллектуальная собственность» «Intellectual Property» | Джейми Бэббит | Кэрри Кемпер              | 7 мая 2017     | 0,774             |
| 32      | 4          | «Задания по тимбилдингу» «Teambuilding Exercise»         | Джейми Бэббит | Меган Плетика             | 14 мая 2017    | 0,859             |
| 33      | 5          | «Личный донор» «The Blood Boy»                           | Тим Рош       | Адам Каунти               | 21 мая 2017    | 0,844             |
| 34      | 6          | «Поддержка пользователей» «Customer Service»             | Клэй Тарвер   | Грэм Вагнер и Шон Боукс   | 28 мая 2017    | 0,728             |
| 35      | 7          | «Патентный тролль» «The Patent Troll»                    | Джейми Бэббит | Эндрю Лоу                 | 4 июня 2017    | 0,862             |
| 36      | 8          | «Воронка Кинана» «The Keenan Vortex»                     | Джейми Бэббит | Грэм Вагнер и Рашель Линн | 11 июня 2017   | 0,798             |
| 37      | 9          | «Холикон» «Hooli-Con»                                    | Майк Джадж    | Крис Провензано           | 18 июня 2017   | 0,840             |
| 38      | 10         | «Ошибка сервера» «Server Error»                          | Майк Джадж    | Дэн О'Киф                 | 25 июня 2017   | 0,790             |

### Сезон 5 (2018)
| № общий | № в сезоне | Название                                                                    | Режиссёр           | Автор сценария | Дата премьеры  | Зрители США (млн) |
| ------- | ---------- | --------------------------------------------------------------------------- | ------------------ | -------------- | -------------- | ----------------- |
| 39      | 1          | «Расти быстро или умри медленно» «Grow Fast or Die Slow»                    | Майк Джадж         | Рон Вайнер     | 25 марта 2018  | 0,698             |
| 40      | 2          | «Переориентация» «Reorientation»                                            | Майк Джадж         | Карсон Мелл    | 1 апреля 2018  | 0,592             |
| 41      | 3          | «Главный исполнительный директор» «Chief Operating Officer»                 | Джейми Бэббит      | Кэрри Кемпер   | 8 апреля 2018  | 0,624             |
| 42      | 4          | «Технический евангелист» «Tech Evangelist»                                  | Джейми Бэббит      | Джош Либ       | 15 апреля 2018 | 0,610             |
| 43      | 5          | «Распознавание лиц» «Facial Recognition»                                    | Джиллиан Робеспьер | Грэм Вагнер    | 22 апреля 2018 | 0,858             |
| 44      | 6          | «Искусственный эмоциональный интеллект» «Artificial Emotional Intelligence» | Мэтт Росс          | Энтони Кинг    | 30 апреля 2018 | 1,02              |
| 45      | 7          | «Первичное размещение монет» «Initial Coin Offering»                        | Майк Джадж         | Клэй Тарвер    | 7 мая 2018     | 0,853             |
| 46      | 8          | «Пятьдесят один процент» «Fifty-One Percent»                                | Алек Берг          | Алек Берг      | 14 мая 2018    | 0,707             |

### Сезон 6 (2019)
| № общий | № в сезоне | Название                          | Режиссёр     | Автор сценария | Дата премьеры   |
| ------- | ---------- | --------------------------------- | ------------ | -------------- | --------------- |
| 47      | 1          | «Artificial Lack of Intelligence» | Майк Джадж   | Рон Вайнер     | 8 апреля 2019   |
| 48      | 2          | «Blood Money»                     | Майк Джадж   | Карсон Мелл    | 15 апреля 2019  |
| 49      | 3          | «Hooli Smokes!»                   | Лиза Джонсон | Сара Уолкер    | 22 апреля 2019  |
| 50      | 4          | «Maximizing Alphaness»            | Лиза Джонсон | Дейзи Гарднер  | 30 апреля 2019  |
| 51      | 5          | «Tethics»                         | Пит Чатмон   | Льюис Мортон   | 7 мая 2019      |
| 52      | 6          | «RussFest»                        | Мэтт Росс    | Кэрри Кемпер   | 27 октября 2019 |
| 53      | 7          | «Exit Event»                      | Майк Джадж   | Алек Бёркс     | 3 ноября 2019   |